# ながたみかこ
ながた みかこ（1968年 - ）は、三重県出身の作家。
第20回福島正実記念SF童話賞（2002年）を『宇宙ダコ ミシェール』で大賞受賞。
言葉遊び、言葉がテーマの学習本を多数出版している。
回文・早口言葉・だじゃれ・アナグラム・同音異義語・ぎなた・ことわざパロディー・空耳・語呂合わせ・無理問答・つけたし言葉など、言葉遊び全般を手がける作家。

## 作品

### 言葉遊び
- みんなでびっくり!変身ことばシリーズ
- みんなでびっくり!変身ことば 良い言葉!良い子とは？の巻 汐文社 2010年 ISBN 9784811386379
- みんなでびっくり!変身ことば 聖徳太子は消毒大事の巻 汐文社 2010年 ISBN 9784811386386
- みんなでびっくり!変身ことば 神のみぞ知る神のみそ汁の巻 汐文社 2010年 ISBN 9784811386393
- 笑撃度200％!!ことばあそび大百科 成美堂出版 2009年 ISBN 9784415306254
- おどろきもものき!つけたし言葉シリーズ
- おどろきもものき!つけたし言葉 ごめんそうめんひやそうめん 汐文社 2009年 ISBN 9784811385440
- おどろきもものき!つけたし言葉 恐れ入谷の鬼子母神 汐文社 2009年 ISBN 9784811385457
- おどろきもものき!つけたし言葉 ありがたいなら芋虫くじら 汐文社 2009年 ISBN 9784811385464
- 超サ・カ・サ・マ!!メチャウケ回文大全集 ポプラ社 2008年 ISBN 9784591106969
- みんなでグルグル回文あそび赤の巻 汐文社 2008年 ISBN 9784811384177
- みんなでグルグル回文あそび黄の巻 汐文社 2008年 ISBN 9784811384184
- みんなでグルグル回文あそび緑の巻 汐文社 2008年 ISBN 9784811384191
- めざせ!回文の達人 大泉書店 2007年 ISBN 9784278080872
- みんなでワイワイ早口ことば その1 2006年 ISBN 9784811381251
- みんなでワイワイ早口ことば その2 2006年 ISBN 9784811381268
- みんなでワイワイ早口ことば その2 2007年 ISBN 9784811381275
- アニマルマニア 講談社 2003年 ISBN 9784062121712

### 学習書
- 似たもの言葉を学ぼうシリーズ
- 似たもの言葉を学ぼう1数・時・状態の言葉 汐文社 2010年 ISBN 9784811386744
- 似たもの言葉を学ぼう2食べ物・生き物・自然の言葉 汐文社 2010年 ISBN 9784811386751
- 似たもの言葉を学ぼう3場所・動作の言葉 汐文社 2010年 ISBN 9784811386768
- 子どものための作文の本1文体・表現のコツ 汐文社 2007年 ISBN 9784811384573
- 子どものための作文の本2短文・長文のコツ 汐文社 2008年 ISBN 9784811384580
- 子どものための作文の本3感想文・観察文・生活文のコツ 汐文社 2008年 ISBN 9784811384597
- 子どものための文法の本1きほんの文法 汐文社 2007年 ISBN 9784811381756
- 子どものための文法の本2正しく意味を伝えよう 汐文社 2007年 ISBN 9784811381763
- 子どものための文法の本3文章の作法 汐文社 2007年 ISBN 9784811381770
- 教科書に出てくる歴史年号を語呂あわせで覚えよう1弥生－南北朝 汐文社 2006年 ISBN 9784811381565
- 教科書に出てくる歴史年号を語呂あわせで覚えよう2室町－江戸 汐文社 2006年 ISBN 9784811381572
- 教科書に出てくる歴史年号を語呂あわせで覚えよう3明治－現代 汐文社 2006年 ISBN 9784811381589
- 語彙力アップおもしろ言葉がいっぱい!1こそあど言葉・回文ほか 汐文社 2006年 ISBN 9784811380759
- 語彙力アップおもしろ言葉がいっぱい!2ことわざ・名言・難読漢字ほか 汐文社 2006年 ISBN 9784811380766
- 語彙力アップおもしろ言葉がいっぱい!3反対語・慣用句ほか 汐文社 2006年 ISBN 9784811380773
- 子どものための敬語の本1きほんのあいさつ 汐文社 2005年 ISBN 4811380150
- 子どものための敬語の本2会話トレーニング 汐文社 2005年 ISBN 4811380169
- 子どものための敬語の本3まちがいやすい敬語 汐文社 2005年 ISBN 4811380177

### なぞなぞ
- なぞなぞだいすき超スペシャル ポプラ社 2009年 ISBN 9784591112793
- 超ばかうけ!ダジャレクイズ ポプラ社 2009年 ISBN 9784591111833
- みんなあつまれ!なぞなぞようちえん 日本文芸社 2009年 ISBN 9784537207293
- なぞなぞ大百科 大泉書店 2007年 ISBN 9784278080889

### 児童文学
- アンソロジーのろいをまねく一輪車 岩崎書店 2003年 ISBN 9784265047567
- 宇宙ダコミシェール 岩崎書店 2003年 ISBN：9784265028429
- アンソロジーのろいをまねく一輪車（文庫版） 岩崎書店 2008年 ISBN 9784265074563
- 世界のモンスター＆怪人・怪事件事典

### 絵本
- ガリガリ君山へ行く 汐文社 2010年 絵高橋俊之／構成ながたみかこ ISBN 9784811386850
- ガリガリ君海へ行く 汐文社 2009年 絵高橋俊之／構成ながたみかこ ISBN 9784811385990
- ままたろう すずき出版（こどものくにひまわり版）2006年
- みつけてたまタマ 講談社 2004年 ISBN 9784062125789

### 童話
- ヘンテコな昼下がり 家の光協会（ちゃぐりん）2009年
- しりとりめいろのもり フレーベル館（がくしゅうおおぞら）2009年5月
- はたけでしりとり フレーベル館（がくしゅうおおぞら）2008年10月
- とうぞくサカサマとめいたんていトム 学研（科学と学習増刊号）2005年
- なぞなぞ王はだれだ？ 学研（科学と学習増刊号）2005年